# VII級潛艇
VII級潛艇（德語：或稱）是第二次世界大戰中納粹德國海軍最廣泛使用的潛艇（兩次世界大戰中，德國使用的潛艇通稱U艇），貫穿整場第二次世界大戰，第一艘擊沉敵船的U-30與最後一艘被擊沉的U-320皆屬於此類型。VII級潛艇的設計起於第一次世界大戰後期德意志帝國海軍使用的UB III級潛艇，戰後由於《凡爾賽條約》限制德國不得擁有潛艇，軍方轉而資助本國造船公司在荷蘭建立的空殼公司—船舶建設工程局，秘密研究新式潛艇，並以他國造船廠建造試驗。在軍方為芬蘭的維特希倫級（Vetehinen）與西班牙的E-1級潛艇的設計與製造過程中，提供了未來VII級潛艇的部份設計理念。這些設計除了衍生出VII級潛艇外，還有產生了I級潛艇，然而後者因為政治上的考量與技術問題而停止生產。爾後I級潛艇的設計更結合到VII級與IX級潛艇上。VII級潛艇也是歷史上生產量最多的潛艇，共建造了709艘，還擁有許多種型號。

## 最初的需求
德國海軍在第一次世界大戰後被《凡爾賽條約》限制成一支岸防海軍且多數艦隻老舊不堪，潛艇更被禁止製造與研究。德國民間造船企業因為其禁令而百廢待興，於是共同建立了船舶建設工程局，與日本、阿根廷、西班牙和芬蘭等國合作接訂單，在設計外國客戶的潛艇數據成為爾後的寶貴資料，軍方也為了跟上國際造船技術，投注資金於該公司，之後成為德國海軍官方的秘密研究組織，立下往後重建潛艇艦隊的基礎，在此期間將新型潛艇冠以「MTV」的字樣於前，MVBVII型潛艇，就是後來的VII級潛艇。
1933年，希特勒成為德國總理，大肆鼓吹重建武裝力量；就政治上的考量，英國認為如果德國已經私下製造了潛艇，要限制其發展就必須以公開的方式來控制其總噸位，於是簽訂了《英德海軍協定》，讓德國保有的潛艇噸位不超過英聯邦國家海軍潛艇總噸位的45%，德軍潛艇總算能在檯面上進行，並開始執行旨在大幅提昇潛艇部隊實力的造艦計畫。條約簽訂完僅一個月，卡爾·鄧尼茲上校被德國海軍總司令部指派為一支潛艇艦隊的司令，此人對往後德國潛艇設計與發展有重大影響。在1935年時德國共有3種潛艇艦級：I級、II級和VII級。鄧尼茲認為，潛艇因為只有在極特殊的場合中才會與潛艇作戰，因此無須考量假想敵同類型的艦艇性能，因而無須在乎他國潛艇之大小，也認為潛艇一旦超過一定的體積將會有損其特殊作戰的效能、下潛機動性與時間也將不利於作戰。

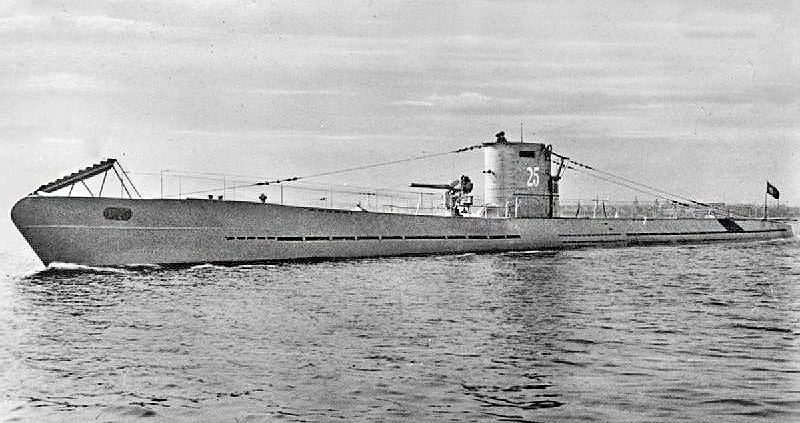
I級潛艇，巡洋潛艇的代表。

另一方面，為了使潛艇攜帶武器、補給和燃料更多，增加潛艇體積是有利的。為了平衡這兩種矛盾，德軍潛艇指揮部認為選擇500噸級的中型潛艇為最佳潛艇，可滿足兩方面的需求。鄧尼茲也提出「4艘中型潛艇遠比1艘大型潛艇要容易發現敵人並取得更多戰果」的觀點（這是他「集結戰術」的核心概念），認為應把《英德海軍協定》劃給德國海軍潛艇噸位的75％用500餘噸的VII級潛艇，其他則拿來建造740噸的IX級潛艇，但海軍總司令部認為未來潛艇仍是單獨作戰的形式，比較偏好較大型的巡洋潛艇，認為應該優先製造。因為這些爭執加上總司令埃里希·雷德爾不表態，德國海軍的潛艇建造速度很慢。1939年9月3日，德國被英國宣戰、後者開始使用護航船團時，VII級潛艇的重要性才為海軍總司令部所體認。

## 各型號

### VII-A型

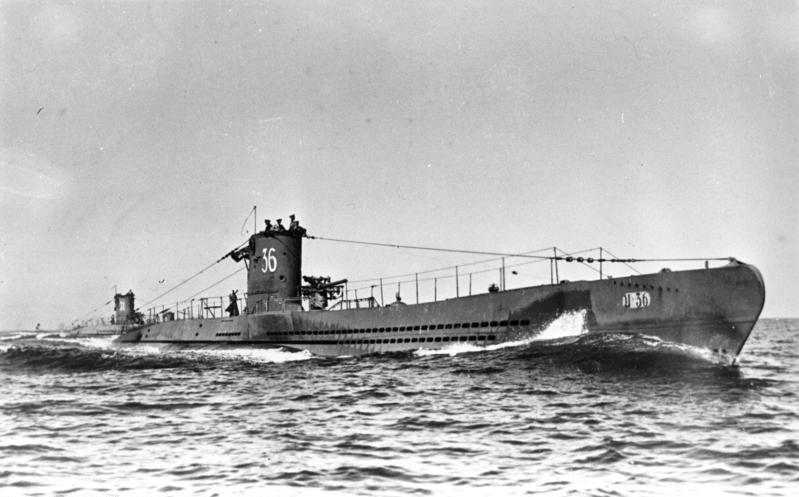
VII-A型的U-36。

VIIA型是本級的原型，為第一代新遠洋攻擊型U艇，於1933至1934年期間即完成了設計，由一戰後期研製的UB-III級潛艇改進而來。基本設計為採用單殼體結構，燃油儲存於耐壓殼體內，能防止深水炸彈攻擊導致外漏。艦身中部有主壓載水艙，耐壓殼體外部前後方各有兩個副壓載水倉，兩側各有一個鞍狀儲水艙，船頭有類似一戰德國潛艇的鋸齒狀構造（後期型就沒有此設計）。VII-A型的武裝包括艦首有4座、艦尾外部有一座的魚雷發射管（裝載11枚魚雷）、一門88公釐速射甲板砲（220發砲彈）、可儲放22枚TMA型水雷或33枚TMB型水雷。VII-A型在海平面上的航行十分靈活，緊急下潛只需要20秒即可完成。由於動力更強和更大的內部空間，VIIA型普遍比較小型的II級潛艇更受到潛艇乘員的喜愛，後者的生產也被停止。在水面上航行時使用2座MAN的6汽缸、4衝程M6V 40/46柴油引擎，能在每分鐘470到485轉的模式下提供2100到2310匹馬力的動力；潛航時則以2座每分鐘322轉的BBC GG UB 720/8電動馬達所提供的750匹馬力為動力，航程約6200海浬，水面航速約16節（30公里/時），潛航則8節（15公里/時）。
編號U-27至U-32的A型潛艇由不来梅的威瑟造船廠所建造，而編號U-33至U-36的則為基爾的日耳曼尼亞造船廠建造，在1935年至1937年間總共建造完成10艘。在英法對德國宣戰後，VII-A型的U-30擊沉了雅典娜號客輪，這是二戰中第一艘被擊沉的船隻，後來此事成為海上大西洋海戰的開端。戰爭中，本型的U-32擊沉了二戰中最大噸位的客輪—不列顛女王號（42348噸），U-29也擊沉了英國皇家海軍的勇敢號航空母艦；這一型潛艇中最後僅有U-29與U-30在戰爭中被擊沉，其餘皆在1945年5月4日於銅廠灣（Kupfermühlen Bay）內由德軍自己鑿沉。

### VII-B型

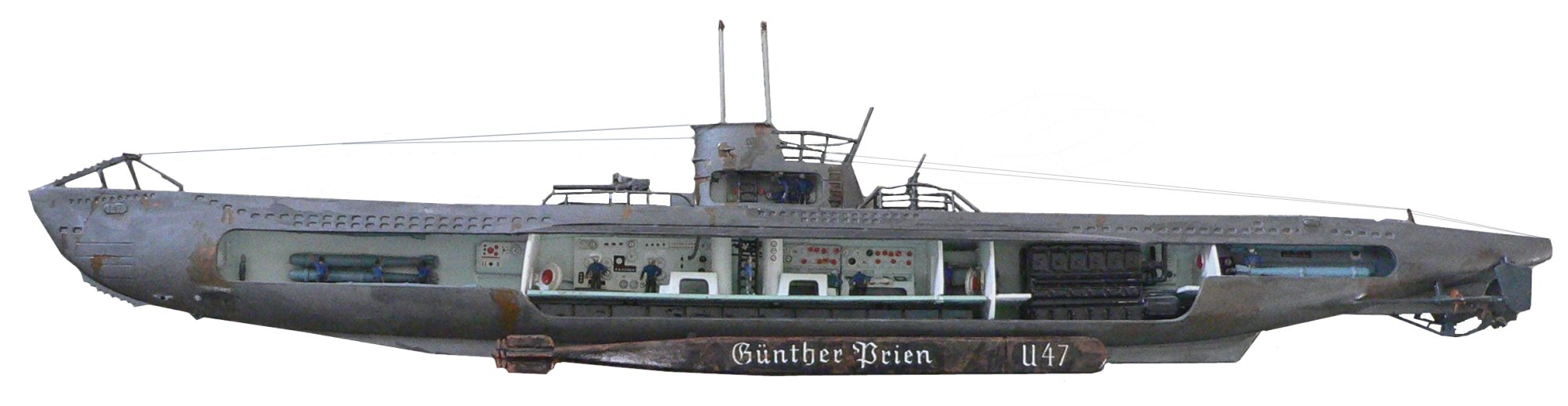
VII-B型的U-47，是大戰中最著名的一艘U艇。

由於VII-A型能裝載燃料的空間十分有限，鄧尼茲的機電長特德森提出將鞍狀儲水艙加裝存放燃油的空間，以增加標準排水量17噸的方式，令燃油儲量從67噸提昇至108噸，在以10節（19公里/時）速度於水面航行時，活動半徑可達8700海浬，比A型要長2500海浬；水面航行速度也略有提昇，為17.2節（33公里/時）。除了在航程上大有改善外，方向舵也從原本的一個變成兩個，原本艦尾的魚雷發射管也被改裝到耐壓殼體內部，可在兩個方向舵之間發射。魚雷也在艦尾、艦內水密艙騰出空間另外存放3枚魚雷，變成可裝載14枚魚雷，唯一例外的是U-83，其缺乏艦尾魚雷管而只有12枚魚雷。VII-B型在動力上也做了改進，除了U-45至U-50、U-83、U-85、U-87、U-99、U-100以及U-102這12艘採用的是日耳曼尼亞造船廠製的2具增壓器、6汽缸、4衝程F46柴油引擎以外，其餘的VII-B型潛艇在MAN製的柴油引擎上也增加了2具增壓器，使其動力可增加到3200匹馬力（每分鐘470至490轉）。潛航時採用AEG GU 460/8-276電動馬達提供的750匹馬力動力（每分鐘295轉），而U-45、U-46、U-49、U-51、U-52、U-54、U-73至U-76、U-99和U-100這12艘則保留VII-A型的BBC電動馬達。在1936年至1940年期間德軍共建造了24艘VII-B型潛艇。
VII-B型潛艇包括幾位二戰最知名的潛艇與戰爭英雄，如擊沉總噸位數最多的U-48（51艘船，共299477總噸和1060噸）、潛艇部隊最早的戰爭英雄之一君特·普里恩的U-47（曾穿越障礙進入英軍港內擊沉皇家橡樹號戰艦）、指揮擊沉總噸位最多的潛艇王牌艦長—奧托·克瑞奇米爾的U-99和約阿希姆·施普克的U-100。

### VII-C型

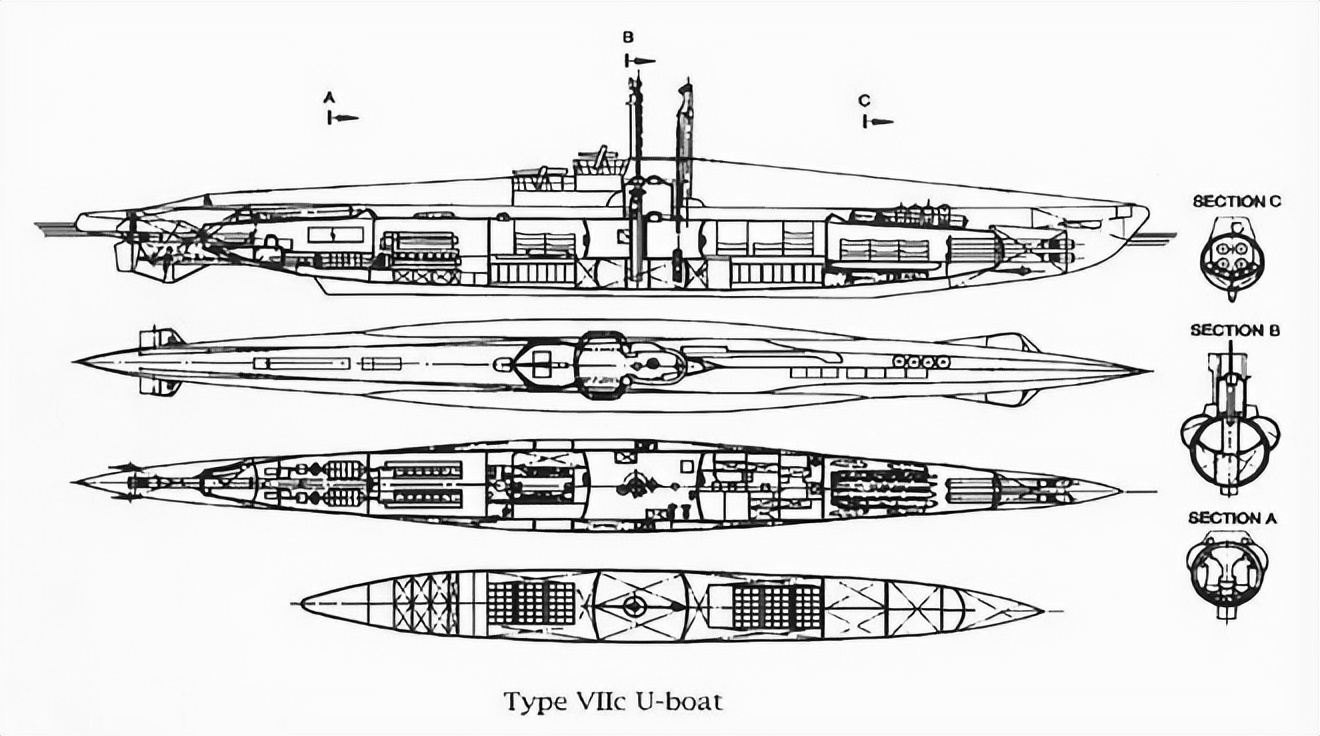
VII-C型的橫斷面圖。

VII-C型是德軍潛艇部隊的主力，也是最著名的型號，建造工作從1940年第一艘下水服役的U-69一直到1945年戰爭結束共生產了568艘。雖然VII-C型潛艇在航程上沒有體積較大的IX級潛艇來的長，但戰爭期間幾乎被用於所有U艇的作戰範圍中。VII-C型最初投入的時間點正值潛艇部隊於二戰初期、戰績最顯赫的「第一段歡樂時光」，後來也經歷在美國東岸攻擊的「第二段歡樂時光」，直到最後於1943年後期被盟軍反潛部隊擊敗。VII-C型使用與VII-B型相同的引擎和動力，也比後者體積稍微更大、更重些，除了修改乘員略嫌狹小的艦橋（令艇員難以操作機槍和擔任衛兵的工作），將前望塔寬度增加了6公分、長度增加了30公分外，還將操縱室的空間加大，讓新型聲音探測裝置擺進來，更大的艦體也使得它們的速度稍微慢於VII-B型。為了應對隨戰爭發展、性能業已過時的VII-C型潛艇，裝上了通氣管來延長航程。武裝上，VII-C型也與VII-B型擁有相同的魚雷發射管配置，除了僅有兩個艦首發射管的U-72、U-78、U-80、U-554和U-555，以及沒有艦尾發射管的U-203、U-331、U-351、U-401、U-431和U-651。
除了U-88、U-90、U-132至U-136採用MAN製的M6V40/46柴油引擎外，其他都用日耳曼尼亞造船廠製、與VII-B型相同的引擎於水面上航行。由於服役時間長，VII-C型潛艇在逐漸改良的過程中使用過很多款不同的電動馬達來供應潛航時的動力，包括早期的幾艘是使用VII-B型的兩座AEG GU 460/8-276電動馬達（750匹馬力，最大每分鐘296轉）、較新的使用兩座布朗-勃法瑞公司（Brown, Boveri & Cie）製的GG UB 720/8、兩座卡爾貝·拉梅爾（Garbe Lahmeyer）製的RP 137/c或兩座西門子-修克特工程（Siemens-Schuckert Werke）製的GU 343/38-8電動馬達，這些輸出動力都與AEG馬達相同。
電影《從海底出擊》中主角群駕駛的潛艇—U-96即屬於此型。

### 高射砲的改裝
1942年8月31日，U-256受到英軍惠特利式轟炸機（Whitley）的攻擊而嚴重損毀，鄧尼茲認為與其被作為廢船，還不如拿來改造、反制在比斯開灣造成德軍嚴重損失的盟軍飛機，將這種潛艇稱為高射砲潛艇（U-flak），完成改裝了4艘VII-C型潛艇包括U-441、U-256、U-621和U-951，高射砲潛艇加裝了兩門20公釐四聯裝高射砲（Flakvierling）和一門具實驗性質的37公釐自動高射砲裝設於甲板、原預計要加裝86公釐線載防空火箭，但後來被認為不可行而取消。有些高射砲潛艇還另外裝了2門單管20公釐高射砲。這些特殊潛艇的燃料被限制裝載只能在比斯開灣里作戰的航程，也只有攜帶5枚魚雷（包括已在魚雷管內裝填的），其餘空間則留給數量更多的防空砲手。
改裝過的高射砲潛艇於1943年7月開始投入使用，而相對地，自1943年起，88公釐甲板砲逐漸被德軍所拆除。當時盟軍已在大西洋擁有強大的海空優勢，德軍的潛艇僅能在法國港口內不出戰，這些改裝潛艇一度令英國皇家空軍感到驚訝。見證到高射砲潛艇的潛力後，鄧尼茲下令潛艇艦隊以最快速度大批駛出比斯開灣、進取大西洋。德軍的努力使得潛艇部隊大約贏取兩個月的時間來進行有限度的任務。
在1943年11月，經過這種試驗開始後已6個月，鑑於成效不高的結果，鄧尼茲原本想再改裝U-211、U-263和U-271的計畫因而終止，最後都被改回傳統的VII-C型潛艇。後期裝備標準防空武器的VII-C型潛艇也被認為防空火力沒有與防空砲潛艇落差太多，高射砲潛艇的效率並沒有很突出，也因為即使增強了火力，潛艇在水面上仍是十分脆弱，遇上飛機俯衝攻擊時最好的對策就只能下潛，但即使如此也有敵機召集來的艦隊投下的深水炸彈。這種改裝的潛艇也僅擊落了6架飛機，其中3架是U-441所擊落的，另外是U-256、U-621和U-953各擊落一架。

### VII-C/41型與VII-C/42型

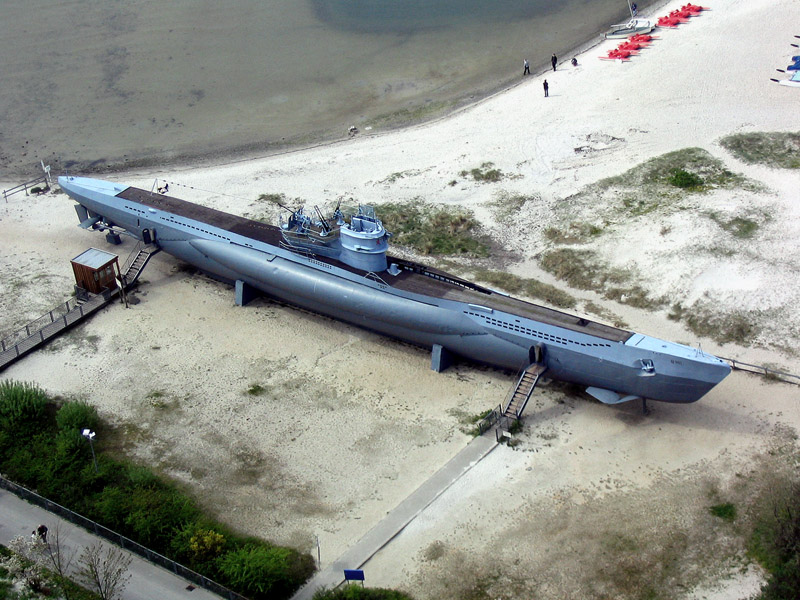
作為紀念館的U-995，屬於VII-C/41型潛艇。

VII-C/41型是VII-C型稍加改良的型號，具備相同的武裝和引擎，不同處在於以較為堅固的耐壓殼體建造，使它們能沉入更深的海中，承重更強的水壓；也因為採用較輕的機械來彌補艦身額外加入的鋼材重量，使得VII-C/41型略輕於VII-C型。德軍一共建造了91艘VII-C/41型潛艇，但今天只有U-995保留了下來，在拉博厄（基爾北部）作為紀念館的形式保存著，這也是世界上唯一留下來的VII級潛艇。
VII-C/42型設計於1942年至1943年之間，用來取代過時的VII-C型。VII-C/42型具有非常堅固的耐壓殼體艦身，外殼提昇至28公釐厚，可潛至先前的VII-C極限深度的2倍。VII-C/42型的外型與VII-C/41型非常相似，但擁有兩個潛望鏡裝設在艦橋，且能多載2枚魚雷。原本德國海軍已經與造船廠簽了164艘VII-C/42型潛艇的訂單，也放下了部份的龍骨，但隨即在1943年9月30日被取消，來建造性能更優異的XXI級潛艇，XXI級潛艇是德軍在戰時大量建造的潛艇中性能最優異者，也是現代潛艇的雛型。

### VII-D型
設計於1939年至1940年的VII-D型屬於VII-C型的加長形，使用於佈雷，艦內加裝了一個水雷艙，連結在艦尾與艦橋之間五個三管一組的佈雷管，類似現代的彈道導彈潛艇。該型有比以往更大的鞍狀水艙，還可裝載更多燃油，由於設計較早的關係，艦上還保有88公釐甲板砲。有在水上航行時使用日耳曼尼亞造船廠製的增壓6汽缸、4衝程F46柴油引擎，輸出3,200匹馬力（每分鐘470至490轉）；潛航時則使用兩座AEG GU 460/8-276電動馬達，其供給共750匹馬力（每分鐘285轉）。VII-D型潛艇的效能並非理想，僅有一艘U-218存活至戰後，其餘5艘都被擊沉，組員全體陣亡。

### VII-E型
還有一種改良自C型的VII-E型，大幅減輕引擎重量以儲存更多的燃料與裝備，同時也加強船身的堅固程度，最後此方案因為研發項目延遲而被取消，沒有一艘VII-E型被建造出來。

### VII-F型
VII-F型的設計於1941年，主要作為魚雷運輸艦，也是本級中噸位、體積最大的型號。F型除了魚雷數多達39枚和去除了甲板砲，武裝都和其他型相同。最後只有4艘VII-F型被造了出來，其中兩艘的U-1062與U-1059被派去遠東支援雨季集團艦隊（Monsun Gruppe）進行印度洋和太平洋的攻擊；而另外兩艘的U-1060與U-1061則留在大西洋。該型潛艇也使用了與D型相同的引擎。

## 性能比較
| 類別           | VII-A                       | VII-B                     | VII-C                     | VII-C/41                  | VII-C/42                  | VII-D                                                          | VII-F                                                     |
| -------------- | --------------------------- | ------------------------- | ------------------------- | ------------------------- | ------------------------- | -------------------------------------------------------------- | --------------------------------------------------------- |
| 水上排水量     | 626 噸                      | 753 噸                    | 769 噸                    | 769 噸                    | 999 噸                    | 965 噸                                                         | 1084 噸                                                   |
| 潛航排水量     | 745 噸                      | 857 噸                    | 871 噸                    | 871 噸                    | 1099 噸                   | 1080 噸                                                        | 1181 噸                                                   |
| 全長           | 64.5公尺                    | 66.6公尺                  | 67.1公尺                  | 67.1公尺                  | 68.7公尺                  | 76.9公尺                                                       | 77.6 m                                                    |
| 耐壓船身長度   | 44.5公尺                    | 48.8公尺                  | 50.5公尺                  | 50.5公尺                  | 50.9公尺                  | 59.8公尺                                                       | 60.4 m                                                    |
| 全闊           | 5.85公尺                    | 6.2公尺                   | 6.2公尺                   | 6.2公尺                   | 6.85公尺                  | 6.4公尺                                                        | 7.3 m                                                     |
| 耐壓船身闊度   | 4.7公尺                     | 4.7公尺                   | 4.7公尺                   | 4.7公尺                   | 5公尺                     | 4.7公尺                                                        | 4.7 m                                                     |
| 吃水           | 4.4公尺                     | 4.74公尺                  | 4.74公尺                  | 4.74公尺                  | 5公尺                     | 5公尺                                                          | 4.9 m                                                     |
| 水面動力       | 1,700千瓦                   | 2,400千瓦                 | 2,400千瓦                 | 2,400千瓦                 | 2,400千瓦                 | 2,400千瓦                                                      | 2,400千瓦                                                 |
| 潛航動力       | 560千瓦                     | 560千瓦                   | 560千瓦                   | 560千瓦                   | 560千瓦                   | 560千瓦                                                        | 560千瓦                                                   |
| 水面航速       | 17節                        | 17.9節                    | 17.7kn                    | 17.7節                    | 18.6節                    | 16.7節                                                         | 17.6節                                                    |
| 潛航航速       | 8節                         | 8節                       | 7.6節                     | 7.6節                     | 7.3節                     | 7.9節                                                          | 7.6節                                                     |
| 水面航程       | 11470km                     | 16095km                   | 15170km                   | 15725km                   | 23310km                   | 20720km                                                        | 27195km                                                   |
| 潛航航程       | 175km                       | 175km                     | 150km                     | 150km                     | 150km                     | 130km                                                          | 140km                                                     |
| 最大作戰潛深   | 220公尺                     | 220公尺                   | 230公尺                   | 250公尺                   | 270公尺                   | 200公尺                                                        | 200公尺                                                   |
| 耐壓潛深       | 230 - 250公尺               | 230 - 250公尺             | 250 - 295公尺             | 275 - 325公尺             | 350 - 400公尺             | 220 - 240公尺                                                  | 220 - 240公尺                                             |
| 成員數         | 42 - 46人                   | 44 - 48人                 | 44 - 52人                 | 44 - 52人                 | 44 - 52人                 | 46 - 52人                                                      | 46 - 52人                                                 |
| 甲板砲         | C35 88公釐/L45砲（220發）   | C35 88公釐/L45砲（220發） | C35 88公釐/L45砲（220發） | C35 88公釐/L45砲（220發） | C35 88公釐/L45砲（220發） | C35 88公釐/L45砲（220發）                                      | 無                                                        |
| 防空砲         | C30 20公釐防空砲            | C30 20公釐防空砲          | 多種                      | 多種                      | 多種                      | 2 × C30 20公釐防空砲 （4,380發）                               | 37公釐防空砲 （1,195發） 2 × C30 20公釐防空砲 （4,380發） |
| 艦首魚雷管     | 4 座                        | 4 座                      | 4 座                      | 4 座                      | 4 座                      | 4 座                                                           | 4 座                                                      |
| 艦尾魚雷管     | 1 座                        | 1 座                      | 1 座                      | 1 座                      | 1 座                      | 1 座                                                           | 1 座                                                      |
| 最大魚雷裝載量 | 11 枚                       | 14 枚                     | 14 枚                     | 14 枚                     | 16 枚                     | 14 枚                                                          | 14 枚 或 39 枚                                            |
| 水雷           | 22 枚TMA水雷 或33 枚TMB水雷 | 26 枚TMA水雷              | 26 枚TMA水雷              | 26 枚TMA水雷              | 26 枚TMA水雷              | 可裝載15枚SMA水雷於垂直發射管中， 另有26枚TMA水雷或39枚TMB水雷 | 無                                                        |
| 服役數量       | 10艘                        | 24艘                      | 568艘                     | 91艘                      | 0艘                       | 6艘                                                            | 4艘                                                       |

## 德國外的用戶
- 英國皇家海軍：U-953（用於訓練）、U-570（改名為格拉夫號）
- 蘇聯海軍：U-1057、U-1058、U-1064、U-1305
- 西班牙海軍：U-573（改名為G-7號）
- 法國海軍：U-471（改名為米勒號）、U-766（改名為勞貝號）
- 挪威皇家海軍：U-995

## 資料來源
1. 1 2  . German U-Boat. Uboataces.com.   [2010-02-13]. （原始内容存档于2018-10-06）.
2. ↑  （中文）《鄧尼茨元帥戰爭回憶錄》，第22頁。
3. 1 2 3 4  Helgason, Guðmundur. . U-Boat War in World War II. Uboat.net.   [2010-02-10]. （原始内容存档于2021-04-23）.
4. ↑  G.Williamson and I.Palmer, U-Boats of the Kaiser's Navy, 2002
5. 1 2 3 4  Helgason, Guðmundur. . U-Boat War in World War II. Uboat.net.   [2010-02-13]. （原始内容存档于2021-04-20）.
6. 1 2 3 4 5 6 7 8  Helgason, Guðmundur. . U-Boat War in World War II. Uboat.net.   [2010-02-13]. （原始内容存档于2017-01-12）.
7. ↑  （英文）Osprey出版（2010年），Gordon Williamson著，《U-boat Tactics in World War Two》，第62頁。
8. 1 2 3  Helgason, Guðmundur. . U-Boat War in World War II. Uboat.net.   [2010-02-15]. （原始内容存档于2013-04-10）.
9. ↑  （英文）. sharkhunters.com.   [2010-12-12]. （原始内容存档于2007-12-25）.
10. 1 2  Helgason, Guðmundur. . U-Boat War in World War II. Uboat.net.   [2010-02-20]. （原始内容存档于2022-03-02）.
11. 1 2 3 4 5 6 7  . German U-Boat. Uboataces.   [2010-02-14]. （原始内容存档于2018-10-06）.